# NGC 1481
NGC 1481 is een elliptisch sterrenstelsel in het sterrenbeeld Eridanus. Het hemelobject werd op 13 november 1835 ontdekt door de Britse astronoom John Herschel.

## Synoniemen
- PGC 14079
- ESO 549-32
- MCG -3-10-53
- NPM1G -20.0146